# Манастир Корита
Манастир Корита је женски манастир епархије захумско-херцеговачке и приморске Српске православне цркве који се налази у селу Корита, у околини Билеће.

## Повијест
Манастир је саграђен 2008. године, залагањем монахиње Христине, која се те године вратила у родно село да оснује манастир, уз подршку и прилоге вјерника из свих дијелова Херцеговине. Манастирска црква је посвећена Јовану Кронштатском. Манастир је у близини Корићке јаме.